# 구산천 (부천시)
구산천(九山川)은 굴포천의 지천으로, 항동천(航洞川)이라고도 부른다. 경기도 부천시 원미구 금마산에서 발원하여 흐르나, 대부분의 구간이 복개된데다가 복개되지 않은 구간은 오·폐수가 흘러 수질이 심각하며, 중류 및 하류는 서울외곽순환고속도로의 건설과 중동신도시의 조성으로 인하여 흔적마저 찾기 힘들다.